# Sankt Olof
Sankt Olof est une localité de Suède dans la commune de Simrishamn en Scanie.
Sa population était de 684 habitants en 2019.